# Walworth, Wisconsin
Walworth är en ort i Walworth County i delstaten Wisconsin, USA.